# Etik
Etik og moral er begreber, der i bredeste forstand betegner synspunkter om, hvordan man bør opføre sig. Etik anvendes normalt om filosofiske grundregler for ønskelig menneskelig adfærd. Moralsk opførsel er, hvad en given person eller en gruppe af personer anser for sømmeligt og korrekt menneskelig handlen. Personens eller gruppens etiske overbevisning ligger til grund for disse moralske overvejelser og udtrykket, hvad personen eller gruppen anser for gode og hensigtsmæssige mål, i livet generelt eller i særlige situationer.

## Etymologi og betydning
Ordet 'etik' kommer af det græske ἐθικός ethikós, der igen er afledt af ἦθος ē̂thos, som betyder "manér" eller "sædvane". 'Moral' udspringer af det latinske mōrālĭtas, afledt af mōres, der betyder "skik", "brug" eller "sæd" (som i sæd og skik og sædernes forfald). Selv om ordene altså strengt taget betyder det samme, har der igennem århundreder været argumenteret for, at det er betegnelser for to begreber. Således udtrykker etik i dag de grundlæggende regler for god menneskelig adfærd, mens moral betegner de konkrete, kulturbestemte forskrifter. Nogle filosoffer skelner endnu skarpere mellem moral og etik. Moral er i givet fald "god skik" eller "korrekt adfærd", mens etik er de ideer eller principper, der ligger til grund for moralske valg. 
Eksempelvis kan en tænkt eller iagttaget handling uden videre erklæres for "moralsk forkastelig", hvormed den er dømt som værende uacceptabel. Den kan omvendt siges at "virke etisk rigtig/forkert", typisk med henvisning og oplæg til refleksion og diskussion af det, der kan gøres/er blevet gjort.[kilde mangler] Undervisning i etik er således undervisning i etisk refleksion. Etiske regler og retningslinjer fortæller tilsvarende ikke, hvad der præcist skal gøres i givne situationer; men angiver forskellige hensyn, der bør tages højde for, i udformningen af en moralsk praksis.
Groft sagt antyder 'etisk interesse og opmærksomhed' dermed i højere grad et levende filosofisk engagement i spørgsmålet om, hvad der er rigtigt at gøre, mens 'moralsk interesse og opmærksomhed' nærmere antyder antropologens notetagende nysgerrighed og høflige observation af lokal skik og brug. At moralisere indebærer at sætte sig til doms over noget. Både moralske overvejelser og etiske overvejelser forekommer i moderne sprogbrug; men hvor førstnævnte går på, hvad der regnes for god skik og brug, betænkes med sidstnævnte også mindre oplagte hensyn, og ikke blot de af traditionen og samfundet foreskrevne. [kilde mangler]
Etikken er således blevet den filosofiske gren, som dyrker teorien bag alle former for moral, mens beskæftigelsen med selve de moralske forskrifter betegnes moralfilosofi.
Moral er således anvendt etik, når der ikke længere stilles etisk undersøgende spørgsmål til vilkårene for det rigtige at gøre, men blot handles ud fra en etableret forforståelse heraf.

## Etik
Etik kan deles op i flere kategorier:
1. Metaetik er den del af etikken, der analyserer den kognitive mening i begreber som godhed, ondskab, "bør", "pligt", "rigtig handling", "god handling" og "forkert handling". Et andet vigtigt undersøgelseområde er "moralsk motivation", altså studiet af motivationen for at følge en normativ forskrift, om den er rigtig eller ej.
2. Normativ etik er en metode, hvor man søger at finde frem til, hvad rigtig moral er, altså hvilke handlinger der er rigtige, og hvilke der er forkerte. Kendetegnende for de normative, etiske filosoffer, er derfor, at de forsøger at finde frem til præcis, hvordan mennesker bør handle, sådan at det er i overensstemmelse med overordnede etiske grundregler (herunder hører også begrebet Etisk egoisme).
3. Anvendt etik handler om en normativ etiks anvendelse på et moralsk problem. Givet at man har bestemt fastlagt moral, hvordan reagerer man så på en given situation eller problem. Under denne kategori diskuteres der fx grænseproblematikker som aktiv dødshjælp og abort, men også de moralske problemer med eksempelvis at anbefale en krigskonvention eller definere menneskerettighederne.
4. Diskursetik er et begreb udviklet af Jürgen Habermas og er et forsøg på at opstille nogle gyldige normer for en samtale, hvor samtalepartnerne skal overholde visse betingelser. Disse regler kombinerer normative etiske standarder, f.eks sandfærdighed med anvendte etiske standarder, f.eks. gyldighed.
5. Moralvidenskab går ud på at forsøge at finde de bevæggrunde, der ligger bag moralske handlinger. Man kigger på psykologiske, biologiske eller historiske faktorer, som kunne tænkes at have dannet grund for personers (moralske) handlinger. Denne kategori er nu et emne, der snarere hører ind under videnskaberne psykologi, biologi og historie end under filosofien.[kilde mangler]

Inden for den normative etik kan der igen defineres grupper:
1. Dydsetik er udarbejdet af Aristoteles i værker Den nikomakhæiske etik. Inden for dydsetikken "opstår" en god handling fra ethvert dydigt menneske. Med dydig menes, at man følger den "gyldne middelvej"/dyden, det vil sige, at man hverken underkaster sig sine bevæggrunde for meget eller for lidt (f.eks. at man hverken er fej eller dumdristig).
2. Pligtetik (deontologisk etik, deon = pligt) er den etiske form, hvor man undersøger, om handlingen er i overensstemmelse med den gældende pligt eller bagvedliggende regel. Kants pligtetik, som handler om at følge det kategoriske imperativ, er den mest kendte teori på området. Derudover findes der også forskellige former for religiøst begrundet pligtetik, som ofte handler om at følge Guds bud.
3. Konsekvensetik (teleologisk etik, telos = formål) er, hvor man ser på om de konsekvenser, en handling får, er gode eller dårlige for den største gruppe af mennesker. Kun ved at se på konsekvenserne af en handling kan man vurdere, om den er god/rigtig eller dårlig/forkert. Af denne grund (at man ser på konsekvenserne af handlinger) kan man med denne etiske form "beregne" plusser og minusser i konsekvenserne, men man kan først være sikker på sit resultat, når handlingen er udført (utilitarisme).[kilde mangler]

Inden for nyere etisk teori arbejdes der ofte med kombinationer af fx pligt- og konsekvensetik eller dyds- og pligtetik.

### Kristendom og etik
Det er omstridt, hvorvidt der findes en særlig kristen etik. Fortalere herfor vil normalt hævde, at denne etik er en sindelagsetik nærmere end et regelsæt, den angiver en retning, en vej. Det er i givet fald vejen væk fra spliden, løgnen og døden og i retning af kærligheden, sandheden og livet. Kærligheden bør være den følelse, menneskets sjæl og hjerte er fuld af. Sande frem for løgnagtige bør de tanker være, som fylder menneskets ånd og hoved. Liv frem for død bør være det, mennesket vil. I denne tolkning er der således tale om en etik, der bygger på kardinaldyderne. Den har rødder i Augustins dydsetik, men afvises af Martin Luther. Luther skelnede mellem to lovmæssigheder, det første brug, som er den almindelige verdslige lov og det andet brug, der er opdragelsen til Kristus  Det tredje brug, som er en etik, der især gælder for det kristne menneske og dets livsførelse, afvises af Luther, såvel som Søren Kierkegaard og K.E. Løgstrup.

## A- og umoralitet
Amoralsk er den, der ikke er i besiddelse af moral, og so grundet denne mangel må regnes for at stå uden for samfundet, mens den umoralske person bevidst bryder det vedtagne moralkodeks.

## En morale
En moral eller morale kaldes desuden den vejledning eller belæring, som findes i – eller som kan uddrages af – en fortælling eller vittighed. Ofte ses en morale eksplicit udtrykt i fortællingens afslutning for at præcisere, hvilken eftertanke den bør give anledning til.
Et eksempel på en sådan moral ses i Johan Herman Wessels digt Smeden og Bageren, der slutter således:

---

Den Bager græd Guds jammerlig, 

da man ham førte væk.
Moral:
Beredt til Døden altid vær! 

Den kommer, naar du mindst den tænker, nær. 